# Lista walk o bokserskie mistrzostwo świata w wadze junior muszej
Zestawienie walk o bokserskie mistrzostwo świata wagi junior muszej (light flyweight) zawodowców. Ujęte zostały pojedynki najważniejszych organizacji boksu zawodowego (WBO, WBA, WBC, IBF i IBO).
Mistrzów świata wśród amatorów znajdziesz tutaj.
aktualność zestawienia: 24-12-2016

## 2010-
| data                 | miejsce                                                      | organizacja    | zwycięzca                                            | pokonany                                             | wynik       |
| -------------------- | ------------------------------------------------------------ | -------------- | ---------------------------------------------------- | ---------------------------------------------------- | ----------- |
| 26 listopada 2016    | Cebu Coliseum Cebu, Filipiny                                 | IBF tymczasowy | Milan Melindo · Filipiny                             | Teeraphong Utaida · Tajlandia                        | UD 12       |
| 31 sierpnia 2016     | Ota-City General Gymnasium Tokio, Japonia                    | WBA            | Ryoichi Taguchi · Japonia                            | Ryō Miyazaki · Japonia                               | UD 12       |
| 2 lipca 2016         | Arena Coliseo Meksyk, Meksyk                                 | WBC            | Ganigan Lopez · Meksyk                               | Jonathan Taconing · Filipiny                         | UD 12       |
| 28 maja 2016         | University of St. La Salle Coliseum Bacolod City, Filipiny   | WBO            | Donnie Nietes · Filipiny                             | Raúl García · Meksyk                                 | RTD 5       |
| 8 maja 2016          | Ariake Colosseum Tokio, Japonia                              | IBF            | Akira Yaegashi · Japonia                             | Martin Tecuapetla · Meksyk                           | SD 12       |
| 27 kwietnia 2016     | Ota-City General Gymnasium Tokio, Japonia                    | WBA            | Ryoichi Taguchi · Japonia                            | Juan Jose Landaeta · Wenezuela                       | RTD 11      |
| 4 marca 2016         | Shimazu Arena Kyoto, Japonia                                 | WBC            | Ganigan Lopez · Meksyk                               | Yu Kimura · Japonia                                  | MD 12       |
| 31 grudnia 2015      | Ota-City General Gymnasium Tokio, Japonia                    | WBA            | Ryoichi Taguchi · Japonia                            | Luis de la Rosa · Kolumbia                           | RTD 9       |
| 29 grudnia 2015      | Ariake Colosseum Tokio, Japonia                              | IBF            | Akira Yaegashi · Japonia                             | Javier Mendoza · Meksyk                              | UD 12       |
| 28 listopada 2015    | Xebio Arena Sendai, Japonia                                  | WBC            | Yu Kimura · Japonia                                  | Pedro Guevara · Meksyk                               | SD 12       |
| 17 października 2015 | StubHub Center Carson, USA                                   | WBO            | Donnie Nietes · Filipiny                             | Juan Alejo · Meksyk                                  | UD 12       |
| 11 lipca 2015        | Cebu City Waterfront Hotel & Casino Cebu, Filipiny           | WBO            | Donnie Nietes · Filipiny                             | Francisco Rodriguez Jr · Meksyk                      | UD 12       |
| 4 lipca 2015         | Centro de Usos Multiples Mazatlan, Meksyk                    | WBC            | Pedro Guevara · Meksyk                               | Ganigan Lopez · Meksyk                               | UD 12       |
| 30 maja 2015         | Campo Nuevo Ensenada Ensenada, Meksyk                        | IBF            | Javier Mendoza · Meksyk                              | Milan Melindo · Filipiny                             | TD 6        |
| 6 maja 2015          | Ota-City General Gymnasium Tokio, Japonia                    | WBA            | Ryoichi Taguchi · Japonia                            | Kwanthai Sithmorseng · Tajlandia                     | TKO 8       |
| 24 kwietnia 2015     | Capital Gym Pekin, Chiny                                     | WBA Tymczasowy | Randy Petalcorin · Filipiny                          | Ma Yiming · Chiny                                    | TKO 1       |
| 11 kwietnia 2015     | Centro de Usos Multiples Mazatlan, Meksyk                    | WBC            | Pedro Guevara · Meksyk                               | Richard Claveras · Filipiny                          | TKO 1       |
| 28 marca 2015        | Araneta Coliseum Quezon, Filipiny                            | WBO            | Donnie Nietes · Filipiny                             | Gilberto Parra · Meksyk                              | RTD 9       |
| 22 marca 2015        | Mdantsane Indoor Centre Mdantsane, RPA                       | IBO            | Rey Loreto · Filipiny                                | Nkosinathi Joyi · Południowa Afryka                  | TKO 1       |
| 31 grudnia 2014      | Ota-City General Gymnasium Tokio, Japonia                    | WBA            | Ryoichi Taguchi · Japonia                            | Alberto Rossel · Tajlandia                           | UD 12       |
| 30 grudnia 2014      | Metropolitan Gym Tokio, Japonia                              | WBC            | Pedro Guevara · Meksyk                               | Akira Yaegashi · Japonia                             | KO 7        |
| 15 listopada 2014    | Cebu City Waterfront Hotel & Casino Cebu, Filipiny           | WBO            | Donnie Nietes · Filipiny                             | Carlos Velarde · Meksyk                              | RTD 7       |
| 20 września 2014     | Auditorio Municipal Fausto Gutiérrez Moreno Tijuana, Meksyk  | IBF            | Javier Mendoza · Meksyk                              | Ramon Garcia Hirales · Meksyk                        | UD 12       |
| 5 września 2014      | Yoyogi #2 Gymnasium Tokio, Japonia                           | WBC            | Naoya Inoue · Japonia                                | Samartlek Kokietgym · Tajlandia                      | TKO 11      |
| 26 sierpnia 2014     | Mercedes-Benz Arena Szanghaj, Chiny                          | WBA Tymczasowy | Randy Petalcorin · Filipiny                          | Walter Tello · Panama                                | TKO 7       |
| 10 maja 2014         | SM Mall of Asia Arena Pasay, Filipiny                        | WBO            | Donnie Nietes · Filipiny                             | Moises Fuentes · Meksyk                              | KO 9        |
| 3 maja 2014          | Waterfront Hotel and Casino Cebu, Filipiny                   | IBF            | John Riel Casimero · Filipiny                        | Mauricio Fuentes · Kolumbia                          | KO 1        |
| 6 kwietnia 2014      | Ota-City General Gymnasium Tokio, Japonia                    | WBC            | Naoya Inoue · Japonia                                | Adrián Hernández · Meksyk                            | TKO 6       |
| 8 marca 2014         | Coliseo Dibos Dammert Lima, Peru                             | WBA Tymczasowy | Alberto Rossel · Peru                                | Gabriel Mendoza · Kolumbia                           | UD 12       |
| 8 lutego 2014        | Caballerizas de Huixquilucan Huixquilucan, Meksyk            | WBC            | Adrián Hernández · Meksyk                            | Janiel Rivera · Portoryko                            | TKO 3       |
| 1 lutego 2014        | Salle des etoiles Monte Carlo, Monako                        | IBO            | Rey Loreto · Filipiny                                | Nkosinathi Joyi · Południowa Afryka                  | KO 3        |
| 31 grudnia 2013      | Bodymaker Colosseum Osaka, Japonia                           | WBA            | Kazuto Ioka · Japonia                                | Felix Alvarado · Nikaragua                           | UD 12       |
| 30 listopada 2013    | Araneta Coliseum Quezon, Filipiny                            | WBO            | Donnie Nietes · Filipiny                             | Sammy Gutierrez · Meksyk                             | TKO 3       |
| 26 października 2013 | Makati Coliseum Makati, Filipiny                             | IBF            | John Riel Casimero · Filipiny                        | Felipe Salguero · Meksyk                             | TKO 11      |
| 28 września 2013     | Mega Plaza Norte Lima, Peru                                  | WBA Tymczasowy | Alberto Rossel · Peru                                | Jose Alfredo Zuniga · Meksyk                         | MD 12       |
| 7 września 2013      | Palenque de la Feria Mesoamericana Tapachula, Meksyk         | WBO            | Moisés Fuentes · Meksyk                              | Luis De la Rosa · Kolumbia                           | TKO 1       |
| 31 sierpnia 2013     | Gimnasio San Juan de la Barrera Meksyk, Meksyk               | WBC            | Adrián Hernández · Meksyk                            | Atsushi Kakutani · Nikaragua                         | TKO 4       |
| 11 maja 2013         | Deportivo Agustín Ramos Millan Toluca, Meksyk                | WBC            | Adrián Hernández · Meksyk                            | Yader Cardoza · Nikaragua                            | UD 12       |
| 8 maja 2013          | Bodymaker Colosseum Osaka, Japonia                           | WBA            | Kazuto Ioka · Japonia                                | Wisanu Kokietgym · Tajlandia                         | KO 9        |
| 16 marca 2013        | Coliseo Miguel Grau Callao, Peru                             | WBA Tymczasowy | Alberto Rossel · Peru                                | Walter Tello · Panama                                | UD 12       |
| 16 marca 2013        | Megapolis Convention Center Panama, Panama                   | IBF            | John Riel Casimero · Filipiny                        | Luis Alberto Rios · Panama                           | UD 12       |
| 2 marca 2013         | Cebu City Waterfront Hotel & Casino Barangay Lahug, Filipiny | WBO            | Donnie Nietes Filipiny – Moisés Fuentes Meksyk       | Donnie Nietes Filipiny – Moisés Fuentes Meksyk       | MD 12 remis |
| 12 stycznia 2013     | Deportivo Agustín Ramos Millan Toluca, Meksyk                | WBC            | Adrián Hernández · Meksyk                            | Dirceu Cabarca · Panama                              | UD 12       |
| 31 grudnia 2012      | Bodymaker Colosseum Osaka, Japonia                           | WBA            | Kazuto Ioka · Japonia                                | Jose Alfredo Rodriguez · Meksyk                      | TKO 6       |
| 17 listopada 2012    | Sports Arena Los Angeles, USA                                | WBA            | Román González · Nikaragua                           | Juan Francisco Estrada · Meksyk                      | UD 12       |
| 6 października 2012  | Centro de Convenciones Toluca, Meksyk                        | WBC            | Adrián Hernández · Meksyk                            | Kompayak Porpramook · Tajlandia                      | KO 6        |
| 18 sierpnia 2012     | Coliseo Miguel Grau Callao, Peru                             | WBA Tymczasowy | Alberto Rossel · Peru                                | Karluis Diaz · Kolumbia                              | UD 12       |
| 4 sierpnia 2012      | Centro de Convenciones Mazatlan, Meksyk                      | IBF            | John Riel Casimero · Filipiny                        | Pedro Guevara · Meksyk                               | SD 12       |
| 2 czerwca 2012       | Newport Performing Arts Theatre Manila, Filipiny             | WBO            | Donnie Nietes · Filipiny                             | Felipe Salguero · Meksyk                             | UD 12       |
| 3 maja 2012          | Provincial Hall Buriram, Tajlandia                           | WBC            | Kompayak Porpramook · Tajlandia                      | Jonathan Taconing · Filipiny                         | RTD 5       |
| 28 kwietnia 2012     | Fairplex Pomona, USA                                         | WBA            | Román González · Nikaragua                           | Ramón García Hirales · Meksyk                        | KO 4        |
| 14 kwietnia 2012     | Coliseo Dibos Dammert Lima, Peru                             | WBA Tymczasowy | Alberto Rossel · Peru                                | Jose Alfredo Rodriguez · Meksyk                      | UD 12       |
| 10 lutego 2012       | Club Once Unidos Mar del Plata, Argentyna                    | IBF Tymczasowy | John Riel Casimero · Filipiny                        | Luis Alberto Lazarte · Argentyna                     | TKO 10      |
| 23 grudnia 2011      | 11th Inf Reg Bangkok, Tajlandia                              | WBC            | Kompayak Porpramook · Tajlandia                      | Adrián Hernández · Meksyk                            | KO 10       |
| 19 listopada 2011    | Gimnasio German Evers Mazatlan, Meksyk                       | WBA Tymczasowy | Jose Alfredo Rodriguez · Meksyk                      | Nethra Sasiprapa · Tajlandia                         | SD 12       |
| 8 października 2011  | University of St. La Salle Coliseum Bacolod, Filipiny        | WBO            | Donnie Nietes · Filipiny                             | Ramón García Hirales · Meksyk                        | UD 12       |
| 1 października 2011  | MGM Grand Las Vegas, USA                                     | WBA            | Román González · Nikaragua                           | Omar Soto · Meksyk                                   | KO 2        |
| 24 września 2011     | Foro Polanco Meksyk, Meksyk                                  | WBC / IBO      | Adrián Hernández · Meksyk                            | Gideon Buthelezi · Południowa Afryka                 | KO 2        |
| 27 sierpnia 2011     | Auditorio Benito Juarez Guadalajara, Meksyk                  | IBF            | Ulises Solis · Meksyk                                | Jether Oliva · Filipiny                              | UD 12       |
| 16 lipca 2011        | Plaza de Toros Cancun, Meksyk                                | WBA            | Román González · Nikaragua                           | Omar Salado · Meksyk                                 | TKO 7       |
| 30 kwietnia 2011     | Foro Polanco Meksyk, Meksyk                                  | WBO            | Ramón García Hirales · Meksyk                        | Jesús Géles · Kolumbia                               | KO 4        |
| 30 kwietnia 2011     | Coliseum Don King Texcoco, Meksyk                            | WBC            | Adrián Hernández · Meksyk                            | Gilberto Keb Baas · Meksyk                           | RTD 11      |
| 30 kwietnia 2011     | Club Once Unidos Mar del Plata, Argentyna                    | IBF            | Ulises Solis · Meksyk                                | Luis Alberto Lazarte · Argentyna                     | SD 12       |
| 2 kwietnia 2011      | Auditorio del Estado Mexicali, Meksyk                        | WBO            | Giovani Segura · Meksyk                              | Ivan Calderon · Portoryko                            | KO 3        |
| 19 marca 2011        | Plaza San Diego San Pedro Cholula, Meksyk                    | WBA            | Román González · Nikaragua                           | Manuel Vargas · Meksyk                               | UD 12       |
| 26 lutego 2011       | Poliforum Zamna Merida, Meksyk                               | WBC            | Gilberto Keb Baas · Meksyk                           | Jose Antonio Aguirre · Meksyk                        | RTD 9       |
| 5 lutego 2011        | Coliseo Bernardo Caraballo Cartagena, Kolumbia               | WBO            | Jesús Géles · Kolumbia                               | Ramón García Hirales · Meksyk                        | SD 12       |
| 27 stycznia 2011     | Emperor’s Palace Kempton Park, RPA                           | IBO            | Gideon Buthelezi · Południowa Afryka                 | Hekkie Budler · Południowa Afryka                    | SD 12       |
| 18 grudnia 2010      | Estadio 20 de Noviembre Campeche, Meksyk                     | WBO            | Ramón García Hirales · Meksyk                        | Omar Soto · Portoryko                                | UD 12       |
| 18 grudnia 2010      | Club Once Unidos Mar del Plata, Argentyna                    | IBF            | Luis Alberto Lazarte Argentyna – Ulises Solis Meksyk | Luis Alberto Lazarte Argentyna – Ulises Solis Meksyk | MD 12 remis |
| 6 listopada 2010     | Poliforum Zamna Merida, Meksyk                               | WBC            | Gilberto Keb Baas · Meksyk                           | Omar Niño Romero · Meksyk                            | MD 12       |
| 30 października 2010 | Centro de Convenciones Cartagena, Kolumbia                   | WBO            | Jesús Géles · Kolumbia                               | Omar Soto · Portoryko                                | MD 12       |
| 24 października 2010 | Kokugikan Tokio, Japonia                                     | WBA Tymczasowy | Román González · Nikaragua                           | Francisco Rosas · Meksyk                             | KO 2        |
| 25 września 2010     | El Foro Tijuana, Meksyk                                      | WBO            | Ramón García Hirales · Meksyk                        | Manuel Vargas · Meksyk                               | MD 12       |
| 4 września 2010      | Coliseo Olimpico de la UG Guadalajara, Meksyk                | WBC            | Omar Niño Romero · Meksyk                            | Ronald Barrera · Kolumbia                            | RTD 7       |
| 4 września 2010      | Club Once Unidos Mar del Plata, Argentyna                    | IBF            | Luis Alberto Lazarte · Argentyna                     | Nerys Espinoza · Nikaragua                           | UD 12       |
| 28 sierpnia 2010     | Coliseo Mario ‘Quijote’ Morales Guaynabo, Portoryko          | WBO / WBA      | Giovani Segura · Meksyk                              | Ivan Calderon · Portoryko                            | KO 8        |
| 24 lipca 2010        | Polideportivo Centenario Los Mochis, Meksyk                  | WBO            | Ramón García Hirales · Meksyk                        | John Riel Casimero · Filipiny                        | SD 12       |
| 17 lipca 2010        | Polideportivo Vicente Polimeni Las Heras, Argentyna          | WBA Tymczasowy | Juan Carlos Reveco · Argentyna                       | Armando Torres · Meksyk                              | TKO 5       |
| 19 czerwca 2010      | Plaza de Toros San Juan del Rio, Meksyk                      | WBC            | Omar Niño Romero · Meksyk                            | Rodel Mayol · Filipiny                               | UD 12       |
| 19 czerwca 2010      | Emperor’s Palace Kempton Park, RPA                           | IBO            | Hekkie Budler · Południowa Afryka                    | Juanito Rubillar · Filipiny                          | SD 12       |
| 12 czerwca 2010      | Madison Square Garden Nowy Jork, USA                         | WBO            | Ivan Calderon · Portoryko                            | Jesus Iribe · Meksyk                                 | UD 12       |
| 29 maja 2010         | Club Once Unidos Mar del Plata, Argentyna                    | IBF            | Luis Alberto Lazarte · Argentyna                     | Carlos Tamara · Kolumbia                             | SD 12       |
| 27 lutego 2010       | Coliseo Olimpico de la UG Guadalajara, Meksyk                | WBC            | Rodel Mayol Filipiny – Omar Niño Romero Meksyk       | Rodel Mayol Filipiny – Omar Niño Romero Meksyk       | TD 3 remis  |
| 27 lutego 2010       | Kempton Park, RPA                                            | IBO            | Hekkie Budler · Południowa Afryka                    | Juanito Rubillar · Filipiny                          | MD 12       |
| 20 lutego 2010       | Discoteca El Alebrije Acapulco, Meksyk                       | WBA            | Giovani Segura · Meksyk                              | Walter Tello · Panama                                | TKO 3       |
| 23 stycznia 2010     | Cuneta Astrodome Pasay, Filipiny                             | IBF            | Carlos Tamara · Kolumbia                             | Brian Viloria · Stany Zjednoczone                    | TKO 12      |

## 2000-2010
| data                 | miejsce                                             | organizacja    | zwycięzca                                              | pokonany                                               | wynik            |
| -------------------- | --------------------------------------------------- | -------------- | ------------------------------------------------------ | ------------------------------------------------------ | ---------------- |
| 19 grudnia 2009      | Estadio Nacional Managua, Nikaragua                 | WBO            | John Riel Casimero · Filipiny                          | Cesar Canchila · Kolumbia                              | TKO 11           |
| 18 grudnia 2009      | Polideportivo La Colonia Junin, Argentyna           | WBA Tymczasowy | Juan Carlos Reveco · Argentyna                         | Ronald Barrera · Kolumbia                              | KO 3             |
| 21 listopada 2009    | Palenque de la Feria Tuxtla Gutierrez, Meksyk       | WBC            | Rodel Mayol · Filipiny                                 | Édgar Sosa · Meksyk                                    | TKO 2            |
| 21 listopada 2009    | IXMLTUIL Merida, Meksyk                             | WBA            | Giovani Segura · Meksyk                                | Sonny Boy Jaro · Filipiny                              | KO 1             |
| 15 września 2009     | Auditorio Siglo XXI Puebla, Meksyk                  | WBC            | Édgar Sosa · Meksyk                                    | Omar Soto · Portoryko                                  | KO 6             |
| 12 września 2009     | Coliseo Jose Miguel Agrelot Hato Rey, Portoryko     | WBO            | Ivan Calderon · Portoryko                              | Rodel Mayol · Filipiny                                 | TD 7             |
| 29 sierpnia 2009     | Blaisdell Center Honolulu, USA                      | IBF            | Brian Viloria · Stany Zjednoczone                      | Jesus Iribe · Meksyk                                   | UD 12            |
| 15 sierpnia 2009     | Palacio Municipal Cozumel, Meksyk                   | WBA Tymczasowy | Juan Carlos Reveco · Argentyna                         | Francisco Rosas · Meksyk                               | SD 12            |
| 25 lipca 2009        | Palenque del Recinto Ferial Nuevo Vallarta, Meksyk  | WBA            | Giovani Segura · Meksyk                                | Juanito Rubillar · Filipiny                            | TKO 6            |
| 20 czerwca 2009      | Arena Revolucion Meksyk, Meksyk                     | WBC            | Édgar Sosa · Meksyk                                    | Carlos Melo · Panama                                   | TKO 5            |
| 13 czerwca 2009      | Madison Square Garden Nowy Jork, USA                | WBO            | Ivan Calderon Portoryko – Rodel Mayol Filipiny         | Ivan Calderon Portoryko – Rodel Mayol Filipiny         | TD 6 remis       |
| 19 kwietnia 2009     | Araneta Coliseum Barangay Cubao, Filipiny           | IBF            | Brian Viloria · Stany Zjednoczone                      | Ulises Solis · Meksyk                                  | KO 11            |
| 4 kwietnia 2009      | Ciudad Victoria Tamaulipas, Meksyk                  | WBC            | Édgar Sosa · Meksyk                                    | Pornsawan Porpramook · Tajlandia                       | TKO 4            |
| 14 marca 2009        | Palenque del FEX Mexicali, Meksyk                   | WBA Tymczasowy | Giovani Segura · Meksyk                                | Cesar Canchila · Kolumbia                              | TKO 4            |
| 29 listopada 2008    | Arena Mexico Meksyk, Meksyk                         | WBC            | Édgar Sosa · Meksyk                                    | Juanito Rubillar · Filipiny                            | TKO 7            |
| 2 listopada 2008     | La Feria de San Marcos Aguascalientes, Meksyk       | IBF            | Ulises Solis · Meksyk                                  | Nerys Espinoza · Nikaragua                             | UD 12            |
| 27 września 2008     | Arena Mexico Meksyk, Meksyk                         | WBC            | Édgar Sosa · Meksyk                                    | Sonny Boy Jaro · Filipiny                              | UD 12            |
| 30 sierpnia 2008     | Coliseo Ruben Rodriguez Bayamon, Portoryko          | WBO            | Ivan Calderon · Portoryko                              | Hugo Fidel Cazares · Meksyk                            | TD 7             |
| 26 lipca 2008        | MGM Grand Las Vegas, USA                            | WBA Tymczasowy | Cesar Canchila · Kolumbia                              | Giovani Segura · Meksyk                                | UD 12            |
| 12 lipca 2008        | Palenque De La Expo Hermosillo, Meksyk              | IBF            | Ulises Solis · Meksyk                                  | Glenn Donaire · Filipiny                               | UD 12            |
| 14 czerwca 2008      | Palacio de Deporte Meksyk, Meksyk                   | WBC            | Édgar Sosa · Meksyk                                    | Takashi Kunishige · Japonia                            | TKO 8            |
| 5 kwietnia 2008      | Coliseo Roberto Clemente San Juan, Portoryko        | WBO            | Ivan Calderon · Portoryko                              | Nelson Dieppa · Portoryko                              | UD 12            |
| 9 lutego 2008        | Domo De La Feria Leon, Meksyk                       | WBC            | Édgar Sosa · Meksyk                                    | Jesus Iribe · Meksyk                                   | UD 12            |
| 15 grudnia 2007      | Auditorio Benito Juarez Guadalajara, Meksyk         | IBF            | Ulises Solis · Meksyk                                  | Bert Batawang · Filipiny                               | TKO 9            |
| 8 grudnia 2007       | La Palestre Le Cannet, Francja                      | WBA            | Brahim Asloum · Francja                                | Juan Carlos Reveco · Argentyna                         | UD 12            |
| 1 grudnia 2007       | Tingley Coliseum Albuquerque, USA                   | WBO            | Ivan Calderon · Portoryko                              | Juan Esquer · Meksyk                                   | UD 12            |
| 24 listopada 2007    | Estadio Beto Avila Veracruz, Meksyk                 | WBC            | Édgar Sosa · Meksyk                                    | Roberto Carlos Leyva · Meksyk                          | TKO 4            |
| 13 października 2007 | Estadio Luna Park Buenos Aires, Argentyna           | WBA            | Juan Carlos Reveco · Argentyna                         | Humberto Pool · Meksyk                                 | KO 5             |
| 19 września 2007     | Hard Rock Hotel and Casino Las Vegas, USA           | WBC            | Édgar Sosa · Meksyk                                    | Lorenzo Trejo · Meksyk                                 | TKO 9            |
| 25 sierpnia 2007     | Coliseo Ruben Rodriguez Bayamon, Portoryko          | WBO            | Ivan Calderon · Portoryko                              | Hugo Fidel Cazares · Meksyk                            | SD 12            |
| 4 sierpnia 2007      | Allstate Arena Rosemont, USA                        | IBF            | Ulises Solis · Meksyk                                  | Rodel Mayol · Filipiny                                 | TKO 8            |
| 28 lipca 2007        | Sindicato de Taxistas Cancun, Meksyk                | WBC            | Édgar Sosa · Meksyk                                    | Luis Alberto Lazarte · Argentyna                       | DQ 10            |
| 22 czerwca 2007      | Polideportivo Vicente Polimeni Las Heras, Argentyna | WBA            | Juan Carlos Reveco · Argentyna                         | Nethra Sasiprapa · Tajlandia                           | KO 8             |
| 19 maja 2007         | Auditorio Benito Juarez Guadalajara, Meksyk         | IBF            | Ulises Solis · Meksyk                                  | Jose Antonio Aguirre · Meksyk                          | TKO 9            |
| 4 maja 2007          | MGM Grand Las Veas, USA                             | WBO            | Hugo Fidel Cazares · Meksyk                            | Wilfrido Valdez · Kolumbia                             | TKO 2            |
| 14 kwietnia 2007     | Alamodome San Antonio, USA                          | WBC            | Édgar Sosa · Meksyk                                    | Brian Viloria · Stany Zjednoczone                      | MD 12            |
| 25 stycznia 2007     | Orleans Hotel & Casino Las Vegas, USA               | IBF            | Ulises Solis · Meksyk                                  | Will Grigsby · Stany Zjednoczone                       | RTD 8            |
| 20 grudnia 2006      | Ariake Colosseum Tokio, Japonia                     | WBA            | Koki Kameda · Japonia                                  | Juan Jose Landaeta · Wenezuela                         | UD 12            |
| 18 listopada 2006    | Thomas & Mack Center Las Vegas, USA                 | WBC            | Omar Niño Romero · Meksyk                              | Brian Viloria · Stany Zjednoczone                      | ND 12 no contest |
| 30 września 2006     | Coliseo Héctor Solá Bezares Caguas, Portoryko       | WBO            | Hugo Fidel Cazares · Meksyk                            | Nelson Dieppa · Portoryko                              | TKO 10           |
| 10 sierpnia 2006     | Orleans Hotel & Casino Las Vegas, USA               | WBC            | Omar Niño Romero · Meksyk                              | Brian Viloria · Stany Zjednoczone                      | UD 12            |
| 4 sierpnia 2006      | Palenque del Hipodromo Tijuana, Meksyk              | IBF            | Ulises Solis Meksyk – Omar Salado Meksyk               | Ulises Solis Meksyk – Omar Salado Meksyk               | PTS 12 remis     |
| 2 sierpnia 2006      | Arena Yokohama, Japonia                             | WBA            | Koki Kameda · Japonia                                  | Juan Jose Landaeta · Wenezuela                         | SD 12            |
| 18 lipca 2006        | The Mall Shopping Center Bangkok, Tajlandia         | WBC            | Wandee Singwancha · Tajlandia                          | Juanito Rubillar · Filipiny                            | UD 12            |
| 30 czerwca 2006      | Desert Diamond Casino Tucson, USA                   | WBO            | Hugo Fidel Cazares · Meksyk                            | Domingo Guillen · Dominikana                           | KO 1             |
| 25 marca 2006        | El Domo del Code Jalisco Guadalajara, Meksyk        | IBF            | Ulises Solis · Meksyk                                  | Eric Ortiz · Meksyk                                    | TKO 9            |
| 20 maja 2006         | Centro de Convenciones Atlapa Panama, Panama        | WBA            | Roberto Vasquez · Panama                               | Noel Arambulet · Wenezuela                             | UD 12            |
| 8 lutego 2006        | The Aladdin Los Angeles, USA                        | WBC            | Brian Viloria · Stany Zjednoczone                      | Jose Antonio Aguirre · Meksyk                          | UD 12            |
| 7 stycznia 2006      | Madison Square Garden Nowy Jork, USA                | IBF            | Ulises Solis · Meksyk                                  | Will Grigsby · Stany Zjednoczone                       | UD 12            |
| 19 listopada 2005    | Figali Convention Center Fort Amador, Panama        | WBA            | Roberto Vasquez · Panama                               | Nerys Espinoza · Nikaragua                             | UD 12            |
| 10 września 2005     | Staples Center Los Angeles, USA                     | WBC            | Brian Viloria · Stany Zjednoczone                      | Eric Ortiz · Meksyk                                    | KO 1             |
| 20 sierpnia 2005     | Desert Diamond Casino Tucson, USA                   | WBO            | Hugo Fidel Cazares · Meksyk                            | Kaichon Sor Vorapin · Tajlandia                        | KO 6             |
| 20 sierpnia 2005     | Auditorio Juan Pachín Vicéns Ponce, Portoryko       | WBO            | Hugo Fidel Cazares · Meksyk                            | Alex Sanchez · Portoryko                               | RTD 8            |
| 20 sierpnia 2005     | Figali Convention Center Fort Amador, Panama        | WBA            | Roberto Vasquez · Panama                               | Jose Antonio Aguirre · Meksyk                          | TKO 4            |
| 14 maja 2005         | MGM Grand Las Vegas, USA                            | IBF            | Will Grigsby · Stany Zjednoczone                       | Jose Victor Burgos · Meksyk                            | UD 12            |
| 30 kwietnia 2005     | Coliseo Jose Miguel Agrelot Hato Rey, Portoryko     | WBO            | Hugo Fidel Cazares · Meksyk                            | Nelson Dieppa · Portoryko                              | TD 10            |
| 29 kwietnia 2005     | Figali Convention Center Fort Amador, Panama        | WBA            | Roberto Vasquez · Panama                               | Beibis Mendoza · Kolumbia                              | KO 10            |
| 1 marca 2005         | Restaurante Arroyo Meksyk, Meksyk                   | WBC            | Eric Ortiz · Meksyk                                    | Jose Antonio Aguirre · Meksyk                          | TKO 7            |
| 29 stycznia 2005     | Coliseo Ruben Rodriguez Bayamon, Portoryko          | WBO            | Nelson Dieppa · Portoryko                              | Alex Sanchez · Portoryko                               | KO 11            |
| 18 grudnia 2004      | Universidad Autonoma de Sinaloa Culiacan, Meksyk    | WBC            | Jorge Arce · Meksyk                                    | Juan Francisco Centeno · Nikaragua                     | TKO 3            |
| 4 września 2004      | Plaza de Toros Tijuana, Meksyk                      | WBC            | Jorge Arce · Meksyk                                    | Juanito Rubillar · Filipiny                            | UD 12            |
| 30 lipca 2004        | Freedom Hall State Fairground Louisville, USA       | WBO            | Nelson Dieppa · Portoryko                              | Ulises Solis · Meksyk                                  | MD 12            |
| 15 maja 2004         | Mandalay Bay Resort & Casino Las Vegas, USA         | IBF            | Jose Victor Burgos · Meksyk                            | Fahlan Sakkreerin · Tajlandia                          | TKO 6            |
| 24 kwietnia 2004     | Palenque de Gallos Tuxtla Gutierrez, Meksyk         | WBC            | Jorge Arce · Meksyk                                    | Melchor Cob Castro · Meksyk                            | KO 5             |
| 20 marca 2004        | Coliseo Mario „Quijote” Morales Guaynabo, Portoryko | WBO            | Nelson Dieppa · Portoryko                              | Kermin Guardia · Kolumbia                              | KO 1             |
| 10 stycznia 2004     | Centro Banamex Meksyk, Meksyk                       | WBC            | Jorge Arce · Meksyk                                    | Joma Gamboa · Filipiny                                 | KO 2             |
| 13 grudnia 2003      | Boardwalk Hall Atlantic City, USA                   | IBF / WBA      | Rosendo Álvarez Nikaragua- Jose Victor Burgos Meksyk   | Rosendo Álvarez Nikaragua- Jose Victor Burgos Meksyk   | PTS 12 remis     |
| 15 listopada 2003    | Hongkuk Gymnasium Yeosu, Korea Południowa           | WBA Tymczasowy | Beibis Mendoza · Kolumbia                              | Choi Yo-sam · Korea Południowa                         | UD 12            |
| 21 lipca 2003        | Coliseo Municipal Puerto Colombia, Kolumbia         | WBO            | Kermin Guardia · Kolumbia                              | John Alberto Molina · Kolumbia                         | UD 12            |
| 3 maja 2003          | Mandalay Bay Resort & Casino Las Vegas, USA         | WBC            | Jorge Arce · Meksyk                                    | Melchor Cob Castro · Meksyk                            | TD 6             |
| 31 marca 2003        | Statehouse Convention Center Little Rock, USA       | WBA            | Rosendo Álvarez · Nikaragua                            | Beibis Mendoza · Kolumbia                              | MD 12            |
| 22 lutego 2003       | Plaza Mexico Meksyk, Meksyk                         | WBC            | Jorge Arce · Meksyk                                    | Ernesto Castro · Nikaragua                             | KO 1             |
| 15 lutego 2003       | Caesars Palace Las Vegas, USA                       | IBF            | Jose Victor Burgos · Meksyk                            | Alex Sanchez · Portoryko                               | TKO 12           |
| 15 lutego 2003       | Meropa Sun Casino Polokwane, RPA                    | IBO            | Monelisi Myekeni · Południowa Afryka                   | Wyndel Janiola · Filipiny                              | UD 12            |
| 16 listopada 2002    | Mandalay Bay Resort & Casino Las Vegas, USA         | WBC            | Jorge Arce · Meksyk                                    | Agustin Luna · Meksyk                                  | TKO 3            |
| 24 sierpnia 2002     | Roberto Clemente Stadium Carolina, Portoryko        | WBO            | Nelson Dieppa Portoryko – John Alberto Molina Kolumbia | Nelson Dieppa Portoryko – John Alberto Molina Kolumbia | TD 2 remis       |
| 6 lipca 2002         | Olympic Fencing Gymnasium Seul, Korea Południowa    | WBC            | Jorge Arce · Meksyk                                    | Choi Yo-sam · Korea Południowa                         | TKO 6            |
| 17 kwietnia 2002     | Carnival City Brakpan, RPA                          | IBO            | Monelisi Myekeni · Południowa Afryka                   | Jose Garcia Bernal · Kolumbia                          | MD 12            |
| 23 lutego 2002       | Tokyo Bay NK Hall Urayasu, Japonia                  | WBC            | Choi Yo-sam · Korea Południowa                         | Shingo Yamaguchi · Japonia                             | TKO 10           |
| 19 stycznia 2002     | Jai Alai Fronton Miami, USA                         | WBA            | Rosendo Álvarez · Nikaragua                            | Pichit Chor Siriwat · Tajlandia                        | TKO 12           |
| 20 października 2001 | Auditorio Municipal Tijuana, Meksyk                 | WBC            | Jorge Arce · Meksyk                                    | Juanito Rubillar · Filipiny                            | UD 12            |
| 29 września 2001     | Madison Square Garden Nowy Jork, USA                | WBO            | Nelson Dieppa · Portoryko                              | Fahlan Sakkreerin · Tajlandia                          | UD 12            |
| 29 września 2001     | Madison Square Garden Nowy Jork, USA                | IBF            | Ricardo López · Meksyk                                 | Zolani Petelo · Południowa Afryka                      | KO 8             |
| 14 kwietnia 2001     | Madison Square Garden Nowy Jork, USA                | WBO            | Nelson Dieppa · Portoryko                              | Andy Tabanas · Filipiny                                | KO 11            |
| 20 marca 2001        | Glasgow, Wielka Brytania                            | IBO            | Jose Garcia Bernal · Kolumbia                          | Keith Knox · Wielka Brytania                           | SD 12            |
| 3 marca 2000         | Mandalay Bay Resort & Casino Las Vegas, USA         | WBA            | Rosendo Álvarez · Nikaragua                            | Beibis Mendoza · Kolumbia                              | SD 12            |
| 3 lutego 2001        | Mandalay Bay Resort & Casino Las Vegas, USA         | WBO            | Andy Tabanas Filipiny – Fahlan Sakkreerin Tajlandia    | Andy Tabanas Filipiny – Fahlan Sakkreerin Tajlandia    | SD 12 remis      |
| 30 stycznia 2001     | Central City Millenium Hall Seul, Korea Południowa  | WBC            | Choi Yo-sam · Korea Południowa                         | Saman Sorjaturong · Tajlandia                          | KO 7             |
| 2 grudnia 2000       | Mandalay Bay Resort & Casino Las Vegas, USA         | IBF            | Ricardo López · Meksyk                                 | Ratanapol Sor Vorapin · Tajlandia                      | TKO 3            |
| 26 sierpnia 2000     | Galapa, Colombia                                    | IBO            | Jose Garcia Bernal · Kolumbia                          | Jose Sanjuanelo · Kolumbia                             | PTS 12           |
| 12 sierpnia 2000     | Paris Las Vegas Las Vegas, USA                      | WBA            | Beibis Mendoza · Kolumbia                              | Rosendo Álvarez · Nikaragua                            | DQ 7             |
| 22 lipca 2000        | American Airlines Arena Miami, USA                  | WBO            | Will Grigsby · Stany Zjednoczone                       | Nelson Dieppa · Portoryko                              | ND 12 no contest |
| 17 czerwca 2000      | Olympic Park Gymnasium Seul, Korea Południowa       | WBC            | Choi Yo-sam · Korea Południowa                         | Chart Kiatpetch · Tajlandia                            | KO 5             |
| 19 lutego 2000       | Carnival City Brakpan, RPA                          | WBO            | Masibulele Makepula · Południowa Afryka                | Jacob Matlala · Południowa Afryka                      | UD 12            |
| 5 lutego 2000        | Mall Department Store Bangkok, Tajlandia            | WBA            | Pichit Chor Siriwat · Tajlandia                        | Sang-Ik Yang                                           | UD 12            |

## 1990-1999
| data                 | miejsce                                               | organizacja | zwycięzca                                             | pokonany                                              | wynik        |
| -------------------- | ----------------------------------------------------- | ----------- | ----------------------------------------------------- | ----------------------------------------------------- | ------------ |
| 17 października 1999 | Olympic Gymnastic Gymnasium Seul, Korea Południowa    | WBC         | Choi Yo-sam · Korea Południowa                        | Saman Sorjaturong · Tajlandia                         | UD 12        |
| 2 października 1999  | Hilton Hotel Las Vegas, USA                           | IBF         | Ricardo López · Meksyk                                | Will Grigsby · Stany Zjednoczone                      | UD 12        |
| 31 lipca 1999        | Plaza de Toros Tijuana, Meksyk                        | WBO         | Michael Carbajal · Stany Zjednoczone                  | Jorge Arce · Meksyk                                   | TKO 11       |
| 17 kwietnia 1999     | Palazzetto dello Sport Sassari, Włochy                | WBO         | Jorge Arce · Meksyk                                   | Salvatore Fanni · Włochy                              | TKO 6        |
| 6 marca 1999         | UM Sports Pavilion Minneapolis, USA                   | IBF         | Will Grigsby · Stany Zjednoczone                      | Carmelo Caceres · Filipiny                            | UD 12        |
| 20 lutego 1999       | Chaweng Beach Arena Surat Thani, Tajlandia            | WBA         | Pichit Chor Siriwat · Tajlandia                       | Joma Gamboa · Filipiny                                | UD 12        |
| 18 grudnia 1998      | Memorial Auditorium Fort Lauderdale, USA              | IBF         | Will Grigsby · Stany Zjednoczone                      | Ratanapol Sor Vorapin · Tajlandia                     | UD 12        |
| 5 grudnia 1998       | Auditorio Municipal Tijuana, Meksyk                   | WBO         | Jorge Arce · Meksyk                                   | Juan Domingo Cordoba · Argentyna                      | UD 12        |
| 26 listopada 1998    | Pathum Thani, Tajlandia                               | WBC         | Saman Sorjaturong · Tajlandia                         | Ladislao Vazquez · Meksyk                             | UD 12        |
| 7 listopada 1998     | Sabaneta, Kolumbia                                    | IBO         | Jose Sanjuanelo · Kolumbia                            | Osvaldo Guerrero · Meksyk                             | TKO 8        |
| 17 października 1998 | Bangkok, Tajlandia                                    | WBA         | Pichit Chor Siriwat · Tajlandia                       | Tae-Kil Lee                                           | TKO 8        |
| 9 maja 1998          | Club Juventud BBC Santiago Del Estero, Argentyna      | WBO         | Juan Domingo Cordoba · Argentyna                      | Sandro Orlando Oviedo · Argentyna                     | UD 12        |
| 30 kwietnia 1998     | The Chili Pepper Fort Lauderdale, USA                 | IBF         | Mauricio Pastrana · Kolumbia                          | Anis Roga · Indonezja                                 | KO 4         |
| 8 marca 1998         | Arena Yokohama, Japonia                               | WBC         | Saman Sorjaturong · Tajlandia                         | Shiro Yahiro · Japonia                                | TKO 4        |
| 1 marca 1998         | Bangkok, Tajlandia                                    | WBA         | Pichit Chor Siriwat · Tajlandia                       | Kaaj Chartbandit · Tajlandia                          | UD 12        |
| 17 stycznia 1998     | Club Ciclista Olímpico La Banda, Argentyna            | WBO         | Juan Domingo Cordoba · Argentyna                      | Melchor Cob Castro · Meksyk                           | UD 12        |
| 13 grudnia 1997      | Amphitheater Pompano Beach, USA                       | IBF         | Mauricio Pastrana · Kolumbia                          | Manuel Jesus Herrera · Dominikana                     | TKO 3        |
| 30 sierpnia 1997     | Kertaja Stadium Surabaya, Indonezja                   | IBF         | Manuel Jesus Herrera Dominikana – Anis Roga Indonezja | Manuel Jesus Herrera Dominikana – Anis Roga Indonezja | TD 9 remis   |
| 25 sierpnia 1997     | Great Western Forum Inglewood, USA                    | WBO         | Melchor Cob Castro · Meksyk                           | Jesus Chong · Meksyk                                  | UD 12        |
| 29 czerwca 1997      | Main Stadium Ratchaburi, Tajlandia                    | WBA         | Pichit Chor Siriwat · Tajlandia                       | Lee Sang-chul · Korea Południowa                      | UD 12        |
| 31 maja 1997         | Provincial Stadium Petchaboon, Tajlandia              | WBC         | Saman Sorjaturong · Tajlandia                         | Mzukisi Marali · Południowa Afryka                    | TKO 4        |
| 31 maja 1997         | Caesars Palace Las Vegas, USA                         | WBO         | Jesus Chong · Meksyk                                  | Eric Griffin · Stany Zjednoczone                      | TKO 2        |
| 13 kwietnia 1997     | Chaiyaphum Stadium Chaiyaphum, Tajlandia              | WBC         | Saman Sorjaturong · Tajlandia                         | Julio Coronel · Kolumbia                              | TKO 7        |
| 8 lutego 1997        | New London Arena Millwall, Wielka Brytania            | WBO         | Jacob Matlala · Południowa Afryka                     | Mickey Cantwell · Wielka Brytania                     | SD 12        |
| 18 stycznia 1997     | Thomas & Mack Center Las Vegas, USA                   | IBF         | Mauricio Pastrana · Kolumbia                          | Michael Carbajal · Stany Zjednoczone                  | SD 12        |
| 15 grudnia 1996      | Provincial Stadium Chiang Rai, Tajlandia              | WBC         | Saman Sorjaturong · Tajlandia                         | Manuel Jesus Herrera · Dominikana                     | UD 12        |
| 3 grudnia 1996       | Prefectural Gymnasium Osaka, Japonia                  | WBA         | Pichit Chor Siriwat · Tajlandia                       | Keiji Yamaguchi · Japonia                             | TKO 2        |
| 19 października 1996 | Bangplee Regional Stadium Samut Prakan, Tajlandia     | WBC         | Saman Sorjaturong · Tajlandia                         | Alli Galvez · Chile                                   | TKO 2        |
| 12 października 1996 | Arrowhead Pond Anaheim, USA                           | IBF         | Michael Carbajal · Stany Zjednoczone                  | Tomas Rivera · Meksyk                                 | KO 5         |
| 13 września 1996     | Knapp Center Des Moines, USA                          | IBF         | Michael Carbajal · Stany Zjednoczone                  | Julio Coronel · Kolumbia                              | TKO 8        |
| 13 sierpnia 1996     | Central Gymnasium Osaka, Japonia                      | WBA         | Keiji Yamaguchi · Japonia                             | Carlos Murillo · Panama                               | UD 12        |
| 10 sierpnia 1996     | Soccer Stadium Phitsanulok, Tajlandia                 | WBC         | Saman Sorjaturong · Tajlandia                         | Shiro Yahiro · Japonia                                | TKO 9        |
| 21 maja 1996         | Prefectural Gymnasium Osaka, Japonia                  | WBA         | Keiji Yamaguchi · Japonia                             | Carlos Murillo · Panama                               | SD 12        |
| 27 kwietnia 1996     | Regional Stadium Maha Sarakham, Tajlandia             | WBC         | Saman Sorjaturong · Tajlandia                         | Joma Gamboa · Filipiny                                | TKO 7        |
| 13 kwietnia 1996     | Everton Park Sports Centre Liverpool, Wielka Brytania | WBO         | Jacob Matlala · Południowa Afryka                     | Paul Weir · Wielka Brytania                           | TKO 10       |
| 16 marca 1996        | MGM Grand Las Vegas, USA                              | IBF         | Michael Carbajal · Stany Zjednoczone                  | Melchor Cob Castro · Meksyk                           | UD 12        |
| 15 marca 1996        | Gimnasio Nuevo Panama Panama, Panama                  | WBA         | Carlos Murillo · Panama                               | Jose Garcia Bernal · Kolumbia                         | TKO 10       |
| 24 lutego 1996       | Municipal Stadium Chachoengsao, Tajlandia             | WBC         | Saman Sorjaturong · Tajlandia                         | Antonio Perez · Meksyk                                | TKO 4        |
| 13 stycznia 1996     | Jai Alai Fronton Miami, USA                           | WBA         | Carlos Murillo · Panama                               | Choi Hi-yong · Korea Południowa                       | UD 12        |
| 18 listopada 1995    | Kelvin Hall Glasgow, Wielka Brytania                  | WBO         | Jacob Matlala · Południowa Afryka                     | Paul Weir · Wielka Brytania                           | TD 5         |
| 12 listopada 1995    | Ratchaburi, Tajlandia                                 | IBF / WBC   | Saman Sorjaturong · Tajlandia                         | Yuichi Hosono · Japonia                               | KO 4         |
| 5 września 1995      | Prefectural Gymnasium Osaka, Korea Południowa         | WBA         | Choi Hi-yong · Korea Południowa                       | Keiji Yamaguchi · Japonia                             | SD 12        |
| 15 lipca 1995        | Great Western Forum Inglewood, USA                    | IBF / WBC   | Saman Sorjaturong · Tajlandia                         | Humberto González · Meksyk                            | TKO 7        |
| 5 kwietnia 1995      | Volunteer Rooms Irvine, Wielka Brytania               | WBO         | Paul Weir · Wielka Brytania                           | Ric Magramo · Filipiny                                | UD 12        |
| 31 marca 1995        | Arrowhead Pond Anaheim, USA                           | IBF / WBC   | Humberto González · Meksyk                            | Jesus Zuniga · Kolumbia                               | KO 5         |
| 4 lutego 1995        | Industrial Gymnasium Ulsan, Korea Południowa          | WBA         | Choi Hi-yong · Korea Południowa                       | Leo Gamez · Wenezuela                                 | UD 12        |
| 23 listopada 1994    | Magnum Centre Irvine, Wielka Brytania                 | WBO         | Paul Weir · Wielka Brytania                           | Paul Oulden · Południowa Afryka                       | UD 12        |
| 12 listopada 1994    | Plaza Mexico Meksyk, Meksyk                           | IBF / WBC   | Humberto González · Meksyk                            | Michael Carbajal · Stany Zjednoczone                  | MD 12        |
| 9 października 1994  | Bangkok, Tajlandia                                    | WBA         | Leo Gamez · Wenezuela                                 | Pichit Chor Siriwat · Tajlandia                       | TKO 6        |
| 10 września 1994     | Caesars Tahoe Stateline, USA                          | IBF / WBC   | Humberto González · Meksyk                            | Juan Domingo Cordoba · Argentyna                      | TKO 8        |
| 15 lipca 1994        | America West Arena Phoenix, USA                       | WBO         | Michael Carbajal · Stany Zjednoczone                  | Josue Camacho · Portoryko                             | UD 12        |
| 27 czerwca 1994      | Rajadamnern Stadium Bangkok, Tajlandia                | WBA         | Leo Gamez Wenezuela – · Kaaj Chartbandit Tajlandia    | Leo Gamez Wenezuela – · Kaaj Chartbandit Tajlandia    | PTS 12 remis |
| 19 lutego 1994       | Great Western Forum Inglewood, USA                    | IBF         | Humberto González · Meksyk                            | Michael Carbajal · Stany Zjednoczone                  | SD 12        |
| 5 lutego 1994        | Gimnasio Nuevo Panama Panama, Panama                  | WBA         | Leo Gamez · Wenezuela                                 | Juan Antonio Torres · Panama                          | TKO 7        |
| 2 lutego 1994        | Kelvin Hall Glasgow, Wielka Brytania                  | WBO         | Josue Camacho · Portoryko                             | Paul Weir · Wielka Brytania                           | UD 12        |
| 30 października 1993 | America West Arena Phoenix, USA                       | IBF / WBC   | Michael Carbajal · Stany Zjednoczone                  | Domingo Sosa · Dominikana                             | TKO 5        |
| 21 października 1993 | Hyundai Hotel Gyeongju, Korea Południowa              | WBA         | Leo Gamez · Wenezuela                                 | Shiro Yahiro · Japonia                                | TKO 9        |
| 25 lipca 1993        | Hyundai Hotel Gyeongju, Korea Południowa              | WBA         | Yuh Myung-woo · Korea Południowa                      | Yuichi Hosono · Japonia                               | UD 12        |
| 17 lipca 1993        | Caesars Palace Las Vegas, USA                         | IBF / WBC   | Michael Carbajal · Stany Zjednoczone                  | Kim Kwang-sun · Korea Południowa                      | TKO 7        |
| 13 marca 1993        | Hilton Hotel Las Vegas, USA                           | IBF / WBC   | Michael Carbajal · Stany Zjednoczone                  | Humberto González · Meksyk                            | KO 7         |
| 12 grudnia 1992      | America West Arena Phoenix, USA                       | IBF         | Michael Carbajal · Stany Zjednoczone                  | Robinson Cuesta · Panama                              | TKO 8        |
| 7 grudnia 1992       | Great Western Forum Inglewood, Korea USA              | WBC         | Humberto González · Meksyk                            | Melchor Cob Castro · Meksyk                           | UD 12        |
| 18 listopada 1992    | Prefectural Gymnasium Osaka, Japonia                  | WBA         | Yuh Myung-woo · Korea Południowa                      | Hiroki Ioka · Japonia                                 | MD 12        |
| 14 września 1992     | Great Western Forum Inglewood, Korea USA              | WBC         | Humberto González · Meksyk                            | Napa Kiatwanchai · Tajlandia                          | KO 2         |
| 31 lipca 1992        | Caribe Hilton Hotel San Juan, Portoryko               | WBO         | Josue Camacho · Portoryko                             | Eddie Vallejo · Stany Zjednoczone                     | KO 6         |
| 15 czerwca 1992      | Prefectural Gymnasium Osaka, Japonia                  | WBA         | Hiroki Ioka · Japonia                                 | Kim Bong-jun · Korea Południowa                       | UD 12        |
| 7 czerwca 1992       | Olympic Fencing Gymnasium Seul, Korea Południowa      | WBC         | Humberto González · Meksyk                            | Kim Kwang-sun · Korea Południowa                      | TKO 12       |
| 31 marca 1992        | Municipal Sogo Gymnasium Kitakyushu, Japonia          | WBA         | Hiroki Ioka · Japonia                                 | Noel Tunacao · Filipiny                               | UD 12        |
| 15 lutego 1992       | Civic Plaza Phoenix, USA                              | IBF         | Michael Carbajal · Stany Zjednoczone                  | Marcos Pacheco · Meksyk                               | UD 12        |
| 27 stycznia 1992     | Great Western Forum Inglewood, USA                    | WBC         | Humberto González · Meksyk                            | Domingo Sosa · Dominikana                             | UD 12        |
| 17 grudnia 1991      | Prefectural Gymnasium Osaka, Japonia                  | WBA         | Hiroki Ioka · Japonia                                 | Yuh Myung-woo · Korea Południowa                      | SD 10        |
| 8 grudnia 1991       | Rawhide Western Theme Park Scottsdale, USA            | IBF         | Michael Carbajal · Stany Zjednoczone                  | Leon Salazar · Panama                                 | KO 4         |
| 3 czerwca 1991       | Caesars Palace Las Vegas, USA                         | WBC         | Humberto González · Meksyk                            | Melchor Cob Castro · Meksyk                           | UD 12        |
| 10 maja 1991         | John O’Donnell Stadium Davenport, USA                 | IBF         | Michael Carbajal · Stany Zjednoczone                  | Hector Luis Patri · Argentyna                         | UD 12        |
| 28 kwietnia 1991     | Indoor Gymnasium Masan, Korea Południowa              | WBA         | Yuh Myung-woo · Korea Południowa                      | Kajkong Danphuthai · Tajlandia                        | TKO 10       |
| 25 marca 1991        | Great Western Forum Inglewood, USA                    | WBC         | Melchor Cob Castro · Meksyk                           | Rolando Pascua · Filipiny                             | TKO 10       |
| 17 marca 1991        | Bally’s Las Vegas Las Vegas, USA                      | IBF         | Michael Carbajal · Stany Zjednoczone                  | Javier Varguez · Meksyk                               | UD 12        |
| 17 lutego 1991       | Caesars Palace Las Vegas, USA                         | IBF         | Michael Carbajal · Stany Zjednoczone                  | Macario Santos · Meksyk                               | KO 2         |
| 19 grudnia 1990      | Great Western Forum Inglewood, USA                    | WBC         | Rolando Pascua · Filipiny                             | Humberto González · Meksyk                            | KO 6         |
| 10 listopada 1990    | Pohang Gym Pohang, Korea Południowa                   | WBA         | Yuh Myung-woo · Korea Południowa                      | Leo Gamez · Wenezuela                                 | UD 12        |
| 10 listopada 1990    | Bung Karno Stadium Dżakarta, Indonezja                | WBO         | Jose De Jesus · Portoryko                             | Abdi Pohan · Indonezja                                | TKO 7        |
| 25 sierpnia 1990     | Plaza de Toros Cancun, Meksyk                         | WBC         | Humberto González · Meksyk                            | Jorge Rivera · Meksyk                                 | TKO 9        |
| 29 lipca 1990        | Veteran’s Memorial Coliseum Phoenix, USA              | IBF         | Michael Carbajal · Stany Zjednoczone                  | Muangchai Kittikasem · Tajlandia                      | TKO 7        |
| 23 lipca 1990        | Great Western Forum Inglewood, USA                    | WBC         | Humberto González · Meksyk                            | Lim Jung-keun · Korea Południowa                      | TKO 5        |
| 4 czerwca 1990       | Great Western Forum Inglewood, USA                    | WBC         | Humberto González · Meksyk                            | Luis Monzote · Kuba                                   | TKO 3        |
| 5 maja 1990          | Gimnasio La Tortuga Talcahuano, Chile                 | WBO         | Jose De Jesus · Portoryko                             | Alli Galvez · Chile                                   | TKO 5        |
| 29 kwietnia 1990     | Intercontinental Hotel Seul, Korea Południowa         | WBA         | Yuh Myung-woo · Korea Południowa                      | Leo Gamez · Wenezuela                                 | SD 12        |
| 10 kwietnia 1990     | Lumpinee Boxing Stadium Bangkok, Tajlandia            | IBF         | Muangchai Kittikasem · Tajlandia                      | Abdi Pohan · Indonezja                                | UD 12        |
| 24 marca 1990        | Arena Mexico Meksyk, Meksyk                           | WBC         | Humberto González · Meksyk                            | Francisco Tejedor · Kolumbia                          | KO 3         |
| 19 stycznia 1990     | Lumpinee Boxing Stadium Bangkok, Tajlandia            | IBF         | Muangchai Kittikasem · Tajlandia                      | Lee Jeung-jae · Korea Południowa                      | TKO 3        |
| 14 stycznia 1990     | Sunin Gymnasium Incheon, Korea Południowa             | WBA         | Yuh Myung-woo · Korea Południowa                      | Hisashi Tokushima · Japonia                           | TKO 7        |

## 1980-1989
| data                 | miejsce                                          | organizacja | zwycięzca                                       | pokonany                                        | wynik        |
| -------------------- | ------------------------------------------------ | ----------- | ----------------------------------------------- | ----------------------------------------------- | ------------ |
| 9 grudnia 1989       | Indoor Gymnasium Daegu, Korea Południowa         | WBC         | Humberto González · Meksyk                      | Chang Jung-koo · Korea Południowa               | UD 12        |
| 21 października 1989 | San Juan, Portoryko                              | WBO         | Jose De Jesus · Portoryko                       | Isidro Pérez · Meksyk                           | UD 12        |
| 6 października 1989  | Lumpinee Boxing Stadium Bangkok, Tajlandia       | IBF         | Muangchai Kittikasem · Tajlandia                | Tacy Macalos · Filipiny                         | TKO 7        |
| 24 września 1989     | Waikiki Hotel Suanbo, Korea Południowa           | WBA         | Yuh Myung-woo · Korea Południowa                | Kenbun Taiho · Japonia                          | KO 11        |
| 25 czerwca 1989      | Chungbok Gymnasium Chongju, Korea Południowa     | WBC         | Humberto González · Meksyk                      | Lee Yul-woo · Korea Południowa                  | UD 12        |
| 11 czerwca 1989      | Dankook University Gym Cheonan, Korea Południowa | WBA         | Yuh Myung-woo · Korea Południowa                | Mario Alberto De Marco · Argentyna              | UD 12        |
| 19 maja 1989         | El San Juan Hotel & Casino San Juan, Portoryko   | WBO         | Jose De Jesus · Portoryko                       | Fernando Martinez · Meksyk                      | TD 9         |
| 2 maja 1989          | Lumpinee Boxing Stadium Bangkok, Tajlandia       | IBF         | Muangchai Kittikasem · Tajlandia                | Tacy Macalos · Filipiny                         | SD 12        |
| 19 marca 1989        | Chungmu Gymnasium Daejeon, Korea Południowa      | WBC         | Lee Yul-woo · Korea Południowa                  | German Torres · Meksyk                          | TKO 9        |
| 12 lutego 1989       | Chungbok Gymnasium Chongju, Korea Południowa     | WBA         | Yuh Myung-woo · Korea Południowa                | Katsumi Komiyama · Japonia                      | TKO 10       |
| 11 grudnia 1988      | Cultural Gymnasium Kimhae, Korea Południowa      | WBC         | German Torres · Meksyk                          | Chang Jung-koo · Korea Południowa               | UD 12        |
| 6 listopada 1988     | Swiss Grand Hotel Seul, Korea Południowa         | WBA         | Yuh Myung-woo · Korea Południowa                | Udin Baharudin · Indonezja                      | TKO 7        |
| 4 listopada 1988     | Araneta Coliseum Barangay Cubao, Filipiny        | IBF         | Tacy Macalos · Filipiny                         | Choi Jum-hwan · Korea Południowa                | UD 12        |
| 28 sierpnia 1988     | Sajik Gymnasium Busan, Korea Południowa          | WBA         | Yuh Myung-woo · Korea Południowa                | Putt Ohyuthanakorn · Tajlandia                  | TKO 6        |
| 27 czerwca 1988      | Korakuen Hall Tokio, Japonia                     | WBC         | Chang Jung-koo · Korea Południowa               | Hideyuki Ohashi · Japonia                       | TKO 8        |
| 12 czerwca 1988      | Chungmu Gymnasium Daejeon, Korea Południowa      | WBA         | Yuh Myung-woo · Korea Południowa                | Jose De Jesus · Portoryko                       | SD 12        |
| 7 lutego 1988        | Munhwa Gymnasium Seul, Korea Południowa          | WBA         | Yuh Myung-woo · Korea Południowa                | Willy Salazar · Meksyk                          | UD 12        |
| 13 grudnia 1987      | Chungmu Gymnasium Daejeon, Korea Południowa      | WBC         | Chang Jung-koo · Korea Południowa               | Isidro Pérez · Meksyk                           | UD 12        |
| 20 września 1987     | Sunin Gymnasium Incheon, Korea Południowa        | WBA         | Yuh Myung-woo · Korea Południowa                | Rodolfo Blanco · Kolumbia                       | KO 8         |
| 9 sierpnia 1987      | Palpal Gymnasium Dżakarta, Indonezja             | IBF         | Choi Jum-hwan · Korea Południowa                | Azadin Anhar · Indonezja                        | TKO 3        |
| 5 lipca 1987         | Palpal Gymnasium Seul, Korea Południowa          | IBF         | Choi Jum-hwan · Korea Południowa                | Toshihiko Matsuda · Japonia                     | TKO 4        |
| 18 czerwca 1987      | Sunin Gymnasium Incheon, Korea Południowa        | WBC         | Chang Jung-koo · Korea Południowa               | Agustin Garcia · Kolumbia                       | TKO 10       |
| 7 czerwca 1987       | Sajik Gymnasium Busan, Korea Południowa          | WBA         | Yuh Myung-woo · Korea Południowa                | Benedicto Murillo · Panama                      | TKO 15       |
| 19 kwietnia 1987     | Sunin Gymnasium Incheon, Korea Południowa        | WBC         | Chang Jung-koo · Korea Południowa               | Efren Pinto · Meksyk                            | TKO 6        |
| 29 marca 1987        | Indoor Gymnasium Suwon, Korea Południowa         | IBF         | Choi Jum-hwan · Korea Południowa                | Tacy Macalos · Filipiny                         | SD 15        |
| 1 marca 1987         | Chamsil Gymnasium Seul, Korea Południowa         | WBA         | Yuh Myung-woo · Korea Południowa                | Eduardo Tunon · Panama                          | TKO 1        |
| 14 grudnia 1986      | Sunin Gymnasium Incheon, Korea Południowa        | WBC         | Chang Jung-koo · Korea Południowa               | Hideyuki Ohashi · Japonia                       | TKO 5        |
| 7 grudnia 1986       | Kudok Gymnasium Busan, Korea Południowa          | IBF         | Choi Jum-hwan · Korea Południowa                | Park Cho-woon · Korea Południowa                | UD 15        |
| 30 listopada 1986    | Hilton Convention Centre Seul, Korea Południowa  | WBA         | Yuh Myung-woo · Korea Południowa                | Mario Alberto De Marco · Argentyna              | UD 15        |
| 13 września 1986     | Chungmu Gymnasium Daejeon, Korea Południowa      | WBC         | Chang Jung-koo · Korea Południowa               | Francisco Montiel · Meksyk                      | UD 12        |
| 14 czerwca 1986      | Sum-In Gymnasium Incheon, Korea Południowa       | WBA         | Yuh Myung-woo · Korea Południowa                | Tomohiro Kiyuna · Japonia                       | KO 12        |
| 13 kwietnia 1986     | Indoor Arena Gwangju, Korea Południowa           | WBC         | Chang Jung-koo · Korea Południowa               | German Torres · Meksyk                          | UD 12        |
| 9 marca 1986         | Indoor Gymnasium Suwon, Korea Południowa         | WBA         | Yuh Myung-woo · Korea Południowa                | Jose De Jesus · Portoryko                       | UD 15        |
| 8 grudnia 1985       | Municipal Stadium Daegu, Korea Południowa        | WBA         | Yuh Myung-woo · Korea Południowa                | Joey Olivo · Stany Zjednoczone                  | SD 15        |
| 10 listopada 1985    | Chungmu Gymnasium Daejeon, Korea Południowa      | WBC         | Chang Jung-koo · Korea Południowa               | Jorge Cano · Meksyk                             | UD 12        |
| 12 października 1985 | PI Arena Dżakarta, Indonezja                     | IBF         | Dodie Boy Penalosa · Filipiny                   | Yani Dokolamo · Indonezja                       | TKO 3        |
| 4 sierpnia 1985      | Munhwa Gymnasium Seul, Korea Południowa          | WBC         | Chang Jung-koo · Korea Południowa               | Francisco Montiel · Meksyk                      | UD 12        |
| 28 lipca 1985        | Munhwa Gymnasium Seul, Korea Południowa          | WBA         | Joey Olivo · Stany Zjednoczone                  | Choi Moon-jin · Korea Południowa                | UD 15        |
| 27 kwietnia 1985     | Hyundai Gymnasium Ulsan, Korea Południowa        | WBC         | Chang Jung-koo · Korea Południowa               | German Torres · Meksyk                          | MD 12        |
| 29 marca 1985        | Convention Center Miami Beach, USA               | WBA         | Joey Olivo · Stany Zjednoczone                  | Francisco Quiroz · Dominikana                   | UD 15        |
| 15 grudnia 1984      | Busan, Korea Południowa                          | WBC         | Chang Jung-koo · Korea Południowa               | Tadashi Kuramochi · Japonia                     | UD 12        |
| 16 listopada 1984    | Araneta Coliseum Barangay Cubao, Filipiny        | IBF         | Dodie Boy Penalosa · Filipiny                   | Choi Jum-hwan · Korea Południowa                | UD 15        |
| 18 sierpnia 1984     | Gimnasio Nuevo Panama Panama, Panama             | WBA         | Francisco Quiroz · Dominikana                   | Victor Sierra · Panama                          | KO 2         |
| 18 sierpnia 1984     | Pohang Gymnasium Pohang, Korea Południowa        | WBC         | Chang Jung-koo · Korea Południowa               | Katsuo Tokashiki · Japonia                      | TKO 9        |
| 19 maja 1984         | Maracaibo, Wenezuela                             | WBA         | Francisco Quiroz · Dominikana                   | Lupe Madera · Meksyk                            | KO 9         |
| 13 maja 1984         | Seul, Korea Południowa                           | IBF         | Dodie Boy Penalosa · Filipiny                   | Kim Jae-hong · Korea Południowa                 | TKO 19       |
| 31 marca 1984        | Kooduk Gymnasium Busan, Korea Południowa         | WBC         | Chang Jung-koo · Korea Południowa               | Sot Chitalada · Tajlandia                       | UD 12        |
| 10 grudnia 1983      | Castle Hall Osaka, Japonia                       | IBF         | Dodie Boy Penalosa · Filipiny                   | Satoshi Shingaki · Japonia                      | TKO 12       |
| 23 października 1983 | Nakajima Sports Center Sapporo, Japonia          | WBA         | Lupe Madera · Meksyk                            | Katsuo Tokashiki · Japonia                      | UD 15        |
| 10 września 1983     | Chungmu Gymnasium Daejeon, Korea Południowa      | WBC         | Chang Jung-koo · Korea Południowa               | German Torres · Meksyk                          | UD 12        |
| 10 lipca 1983        | Korakuen Hall Tokio, Japonia                     | WBA         | Lupe Madera · Meksyk                            | Katsuo Tokashiki · Japonia                      | TD 4         |
| 11 czerwca 1983      | Kyungbok Gymnasium Daegu, Korea Południowa       | WBC         | Chang Jung-koo · Korea Południowa               | Masaharu Inami · Japonia                        | TKO 2        |
| 10 kwietnia 1983     | Korakuen Hall Tokio, Japonia                     | WBA         | Katsuo Tokashiki Japonia – · Lupe Madera Meksyk | Katsuo Tokashiki Japonia – · Lupe Madera Meksyk | PTS 15 remis |
| 26 marca 1983        | Chungmu Gymnasium Daejeon, Korea Południowa      | WBC         | Chang Jung-koo · Korea Południowa               | Hilario Zapata · Panama                         | TKO 3        |
| 9 stycznia 1983      | Prefectural Gymnasium Kyoto, Japonia             | WBA         | Katsuo Tokashiki · Japonia                      | Kim Hwan-jin · Korea Południowa                 | UD 15        |
| 30 listopada 1982    | Kokugikan Tokio, Japonia                         | WBC         | Hilario Zapata · Panama                         | Tadashi Tomori · Japonia                        | TKO 8        |
| 10 października 1982 | Korakuen Hall Tokio, Japonia                     | WBA         | Katsuo Tokashiki · Japonia                      | Kim Sung-nam · Korea Południowa                 | UD 15        |
| 18 września 1982     | Chonju Gymnasium Chongju, Korea Południowa       | WBC         | Hilario Zapata · Panama                         | Chang Jung-koo · Korea Południowa               | SD 15        |
| 20 lipca 1982        | Sangyo Hall Kanazawa, Japonia                    | WBC         | Hilario Zapata · Panama                         | Tadashi Tomori · Japonia                        | SD 15        |
| 7 lipca 1982         | Kokugikan Tokio, Japonia                         | WBA         | Katsuo Tokashiki · Japonia                      | Masaharu Inami · Japonia                        | TKO 8        |
| 13 kwietnia 1982     | Korakuen Hall Tokio, Japonia                     | WBC         | Tadashi Tomori · Japonia                        | Amado Ursua · Meksyk                            | MD 15        |
| 4 kwietnia 1982      | Miyagi Sports Center Sendai, Japonia             | WBA         | Katsuo Tokashiki · Japonia                      | Lupe Madera · Meksyk                            | SD 15        |
| 6 lutego 1982        | Gimnasio Nuevo Panama Panama, Panama             | WBC         | Amado Ursua · Meksyk                            | Hilario Zapata · Panama                         | KO 2         |
| 16 grudnia 1981      | Miyagi Sports Center Sendai, Japonia             | WBA         | Katsuo Tokashiki · Japonia                      | Kim Hwan-jin · Korea Południowa                 | UD 15        |
| 5 listopada 1981     | Suranaree Stadium Korat, Tajlandia               | WBC         | Hilario Zapata · Panama                         | Netrnoi Sor Vorasingh · Tajlandia               | TKO 10       |
| 11 października 1981 | Chungmu Gymnasium Daejeon, Południowa Korea      | WBA         | Kim Hwan-jin · Korea Południowa                 | Alfonso Lopez · Panama                          | MD 15        |
| 15 sierpnia 1981     | Gimnasio Nuevo Panama Panama, Panama             | WBC         | Hilario Zapata · Panama                         | German Torres · Meksyk                          | UD 15        |
| 19 lipca 1981        | Kyongbuk Gymnasium Daegu, Południowa Korea       | WBA         | Kim Hwan-jin · Korea Południowa                 | Pedro Flores · Meksyk                           | TKO 13       |
| 24 kwietnia 1981     | Cow Palace San Francisco, USA                    | WBC         | Hilario Zapata · Panama                         | Rudy Crawford · Nikaragua                       | UD 15        |
| 8 marca 1981         | City Gymnasium Gushikawa, Japonia                | WBA         | Pedro Flores · Meksyk                           | Yoko Gushiken · Japonia                         | TKO 12       |
| 8 lutego 1981        | Gimnasio Nuevo Panama Panama, Panama             | WBC         | Hilario Zapata · Panama                         | Joey Olivo · Stany Zjednoczone                  | TKO 13       |
| 1 grudnia 1980       | Nuevo Circo Caracas, Wenezuela                   | WBC         | Hilario Zapata · Panama                         | Jose Reinaldo Becerra · Wenezuela               | MD 15        |
| 12 października 1980 | Jissen Rinri Hall Kanazawa, Japonia              | WBA         | Yoko Gushiken · Japonia                         | Pedro Flores · Meksyk                           | UD 15        |
| 17 września 1980     | Civic Center Gifu, Japonia                       | WBC         | Hilario Zapata · Panama                         | Shigeo Nakajima · Japonia                       | TKO 11       |
| 4 sierpnia 1980      | Caracas, Wenezuela                               | WBC         | Hilario Zapata · Panama                         | Hector Melendez · Dominikana                    | UD 15        |
| 7 czerwca 1980       | Munhwa Gymnasium Seul, Korea Południowa          | WBC         | Hilario Zapata · Panama                         | Kim Chi-bok · Korea Południowa                  | UD 15        |
| 1 czerwca 1980       | Prefectural Gymnasium Kochi, Japonia             | WBA         | Yoko Gushiken · Japonia                         | Martin Vargas · Chile                           | TKO 8        |
| 24 marca 1980        | Kokugikan Tokio, Japonia                         | WBC         | Hilario Zapata · Panama                         | Shigeo Nakajima · Japonia                       | UD 15        |
| 27 stycznia 1980     | Prefectural Gymnasium Osaka, Japonia             | WBA         | Yoko Gushiken · Japonia                         | Kim Yong-hyun · Korea Południowa                | UD 15        |
| 3 stycznia 1980      | Korakuen Hall Tokio, Japonia                     | WBC         | Shigeo Nakajima · Japonia                       | Kim Sung-jun · Korea Południowa                 | UD 15        |

## 1975-1979
| data                 | miejsce                                       | organizacja | zwycięzca                                                    | pokonany                                                     | wynik        |
| -------------------- | --------------------------------------------- | ----------- | ------------------------------------------------------------ | ------------------------------------------------------------ | ------------ |
| 28 października 1979 | Kokugikan Tokio, Japonia                      | WBA         | Yoko Gushiken · Japonia                                      | Tito Abella · Filipiny                                       | KO 7         |
| 21 października 1979 | Munhwa Gymnasium Seul, Korea Południowa       | WBC         | Kim Sung-jun · Korea Południowa                              | Hector Melendez · Dominikana                                 | UD 15        |
| 29 lipca 1979        | City Gymnasium Kitakyushu, Japonia            | WBA         | Yoko Gushiken · Japonia                                      | Rafael Pedroza · Panama                                      | UD 15        |
| 28 lipca 1979        | Changchung Gymnasium Seul, Korea Południowa   | WBC         | Kim Sung-jun · Korea Południowa                              | Siony Carupo · Filipiny                                      | SD 15        |
| 8 kwietnia 1979      | Kokugikan Tokio, Japonia                      | WBA         | Yoko Gushiken · Japonia                                      | Alfonso Lopez · Panama                                       | KO 7         |
| 30 marca 1979        | Munhwa Gymnasium Seul, Korea Południowa       | WBC         | Kim Sung-jun Korea Południowa – · Hector Melendez Dominikana | Kim Sung-jun Korea Południowa – · Hector Melendez Dominikana | PTS 15 remis |
| 7 stycznia 1979      | City Gymnasium Kawasaki, Japonia              | WBA         | Yoko Gushiken · Japonia                                      | Rigoberto Marcano · Wenezuela                                | KO 7         |
| 15 października 1978 | Kokugikan Tokio, Japonia                      | WBA         | Yoko Gushiken · Japonia                                      | Chung Sang-il · Korea Południowa                             | KO 4         |
| 30 września 1978     | Seul, Korea Południowa                        | WBC         | Kim Sung-jun · Korea Południowa                              | Netrnoi Sor Vorasingh · Tajlandia                            | KO 3         |
| 29 lipca 1978        | Caracas, Wenezuela                            | WBC         | Netrnoi Sor Vorasingh · Tajlandia                            | Luis Estaba · Wenezuela                                      | KO 5         |
| 7 maja 1978          | Prefectural Gymnasium Hiroshima, Japonia      | WBA         | Yoko Gushiken · Japonia                                      | Jaime Rios · Panama                                          | TKO 13       |
| 19 lutego 1978       | Bangkok, Tajlandia                            | WBC         | Netrnoi Sor Vorasingh · Tajlandia                            | Freddy Castillo · Meksyk                                     | SD 15        |
| 19 lutego 1978       | Nuevo Circo Caracas, Wenezuela                | WBC         | Freddy Castillo · Meksyk                                     | Luis Estaba · Wenezuela                                      | TKO 14       |
| 29 stycznia 1978     | Aichi Prefectural Gym Nagoya, Japonia         | WBA         | Yoko Gushiken · Japonia                                      | Aniceto Vargas · Filipiny                                    | TKO 14       |
| 30 października 1977 | Nuevo Circo Caracas, Wenezuela                | WBC         | Luis Estaba · Wenezuela                                      | Netrnoi Sor Vorasingh · Tajlandia                            | UD 15        |
| 9 października 1977  | Hot Spring Pool Beppu, Japonia                | WBA         | Yoko Gushiken · Japonia                                      | Montsayarm Haw Mahachai · Tajlandia                          | TKO 5        |
| 18 września 1977     | Nuevo Circo Caracas, Wenezuela                | WBC         | Luis Estaba · Wenezuela                                      | Orlando Hernandez · Kostaryka                                | TKO 15       |
| 21 sierpnia 1977     | Gimnasio Luis Ramos Puerto La Cruz, Wenezuela | WBC         | Luis Estaba · Wenezuela                                      | Juan Alvarez · Meksyk                                        | TKO 15       |
| 17 lipca 1977        | Gimnasio Luis Ramos Puerto La Cruz, Wenezuela | WBC         | Luis Estaba · Wenezuela                                      | Ricardo Estupinan · Kolumbia                                 | UD 15        |
| 22 maja 1977         | Makomanai Indoor Arena Sapporo, Japonia       | WBA         | Yoko Gushiken · Japonia                                      | Rigoberto Marcano · Wenezuela                                | SD 15        |
| 15 maja 1977         | Nuevo Circo Caracas, Wenezuela                | WBC         | Luis Estaba · Wenezuela                                      | Rafael Pedroza · Panama                                      | UD 15        |
| 30 stycznia 1977     | Nihon Budokan Tokio, Japonia                  | WBA         | Yoko Gushiken · Japonia                                      | Jaime Rios · Panama                                          | SD 15        |
| 21 listopada 1976    | Nuevo Circo Caracas, Wenezuela                | WBC         | Luis Estaba · Wenezuela                                      | Valentin Martinez · Meksyk                                   | TKO 11       |
| 10 października 1976 | Yamanashi Gakuin Gym Kofu, Japonia            | WBA         | Yoko Gushiken · Japonia                                      | Juan Antonio Guzman · Dominikana                             | KO 7         |
| 26 września 1976     | Nuevo Circo Caracas, Wenezuela                | WBC         | Luis Estaba · Wenezuela                                      | Rodolfo Rodriguez · Argentyna                                | RTD 11       |
| 18 lipca 1976        | El Poliedro Caracas, Wenezuela                | WBC         | Luis Estaba · Wenezuela                                      | Franco Udella · Włochy                                       | KO 3         |
| 2 lipca 1976         | Santo Domingo, Dominikana                     | WBA         | Juan Antonio Guzman · Dominikana                             | Jaime Rios · Panama                                          | SD 15        |
| 2 maja 1976          | El Poliedro Caracas, Wenezuela                | WBC         | Luis Estaba · Wenezuela                                      | Juan Alvarez · Meksyk                                        | UD 15        |
| 14 lutego 1976       | Nuevo Circo Caracas, Wenezuela                | WBC         | Luis Estaba · Wenezuela                                      | Leo Palacios · Meksyk                                        | UD 15        |
| 3 stycznia 1976      | Prefectural Gymnasium Kagoshima, Japonia      | WBA         | Jaime Rios · Panama                                          | Kazunori Tenryu · Japonia                                    | SD 15        |
| 17 grudnia 1975      | Onoyama Gym Naha, Japonia                     | WBC         | Luis Estaba · Wenezuela                                      | Takenobu Shimabukuro · Japonia                               | TKO 10       |
| 13 września 1975     | Nuevo Circo Caracas, Wenezuela                | WBC         | Luis Estaba · Wenezuela                                      | Rafael Lovera · Paragwaj                                     | KO 4         |
| 23 sierpnia 1975     | Gimnasio Nuevo Panama Panama, Panama          | WBA         | Jaime Rios · Panama                                          | Rigoberto Marcano · Wenezuela                                | UD 15        |
| 4 kwietnia 1975      | San Siro Mediolan, Włochy                     | WBC         | Franco Udella · Włochy                                       | Valentin Martinez · Meksyk                                   | DQ 12        |

## Legenda
- DQ – (disqualification) – dyskwalifikacja
- KO – (knockout) – nokaut
- MD – (majority decision) – decyzja większości
- NC – (no contest) – walka uznana za nie odbytą
- PTS – walka zakończona na punkty
- RTD – (referee technical decision) – techniczna decyzja sędziów
- SD – (split-decision) – niejednogłośna decyzja
- TKO – (technical knockout) – techniczny nokaut
- UD – (unanimous decision) – jednogłośna decyzja